# オオワニザメ
オオワニザメ (大和邇鮫、Odontaspis ferox) は、ネズミザメ目オオワニザメ科に分類されるサメの1種。世界中の熱帯および温帯の海域に点在して分布し、深海の岩場に生息するが、時折浅瀬にも浮上し、毎年同じ場所に戻ってくることが知られている。シロワニとは第1背鰭が第2背鰭よりも大きく、より前方にあることで区別できる。全長は少なくとも4.1mに成長する。最近ではアイルランドとイギリスの海域でも目撃されている。生態については不明な点が多い。底生の硬骨魚類、無脊椎動物、軟骨魚類を活発に捕食する。他のサメと同様に卵胎生であり、胎仔は卵を食べて成長すると推定されている。恐ろしい外見とは対照的に、人間に対しては無害である。地中海やその他の地域での人間の活動により個体数が減少している懸念があるが、既存のデータは保全状況を完全に評価するには不十分である。

## 分類と系統
1810年にフランスの博物学者であるアントワーヌ・リッソがニースで発見した標本に基づき、Squalus ferox として最初に記載した。1950年、ギルバート・パーシー・ホイットリーはオーストラリアの標本から O. herbsti を記載し、歯列と斑点の欠如に基づいて O. ferox と区別した。その後太平洋で発見された標本によりホイットリーの定義した特徴が曖昧になったため、レナード・コンパーノは1984年にこの2種を同義とした。種小名のferoxはラテン語で「獰猛」を意味する。blue nurse shark、fierce shark、Herbst's nurse shark、sand tiger sharkといった英名もある。
1997年にネイラーらが行ったミトコンドリアDNAに基づく系統学的研究では、オオワニザメとその近縁種であるビッグアイ・サンド・タイガーは、よく似たシロワニよりもオナガザメに近いことが示唆されている。これが本当であれば、オオワニザメとシロワニの類似性は収斂進化の結果として生じたことになる。オオワニザメの化石歯は 、530万年前から360万年前、イタリアとベネズエラのザンクリアンの地層から見つかっている。

## 形態
長く球根状のやや平らな吻を持ち、ずんぐりとした体型をしている。目は中くらいの大きさで、瞳孔は大きく丸く（シロワニの細長い瞳孔とは対照的）、瞬膜は無い。
口は大きく、突き出た多数の歯がある。それぞれの歯は、2対または3対の副咬頭と、細く高い主咬頭を持つ。歯列は上顎に約48 - 56列、下顎に36 - 46列である。上顎の前方の大きな歯は、2 - 5本の小さな歯によって側方の歯から隔てられている。
鰭は基部が広く、角張った形をしている。第一背鰭は第二背鰭よりも大きく、腹鰭よりも胸鰭に近い位置にある。尾鰭は非対称性が強く、上葉が下葉よりも長い。体色は背面が灰色から灰褐色で、腹面が明るい。幼魚は色が均一で鰭の縁が濃いが、成魚は形や大きさ、密度が大きく異なる暗い斑点が見られることが多い。体色は地域によっても異なるようで、地中海の一部の個体は斑模様である。最大で全長4.5m、体重800kgに達する。コロンビア沖のマルペロ島には、より大きな個体がいるという未確認の報告がある。

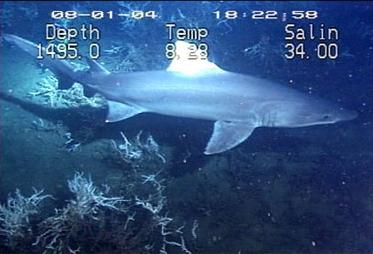
背鰭は大きさが異なる
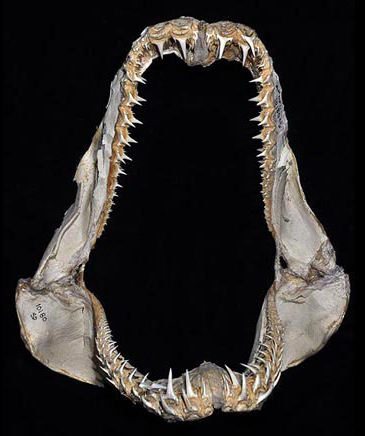
顎標本
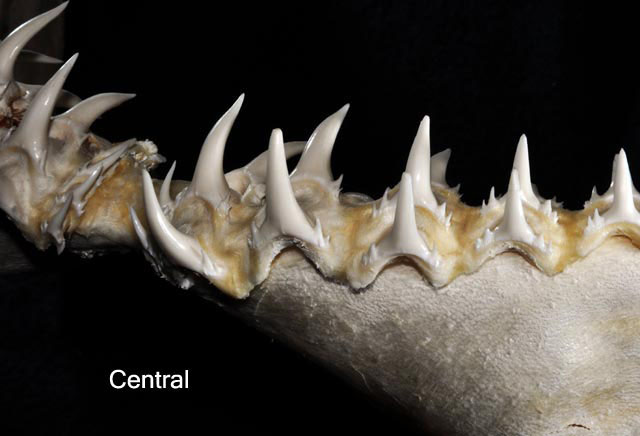
下顎歯
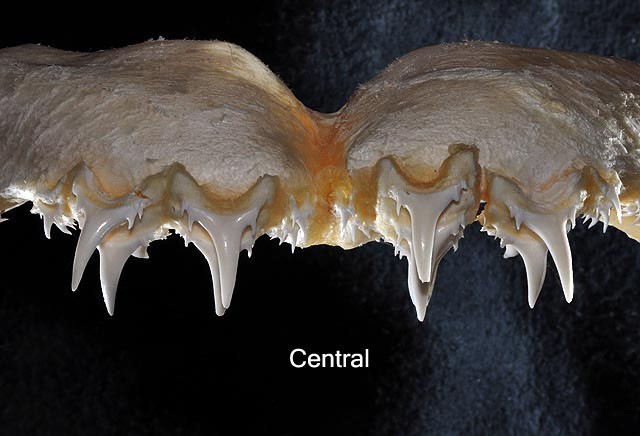
上顎歯
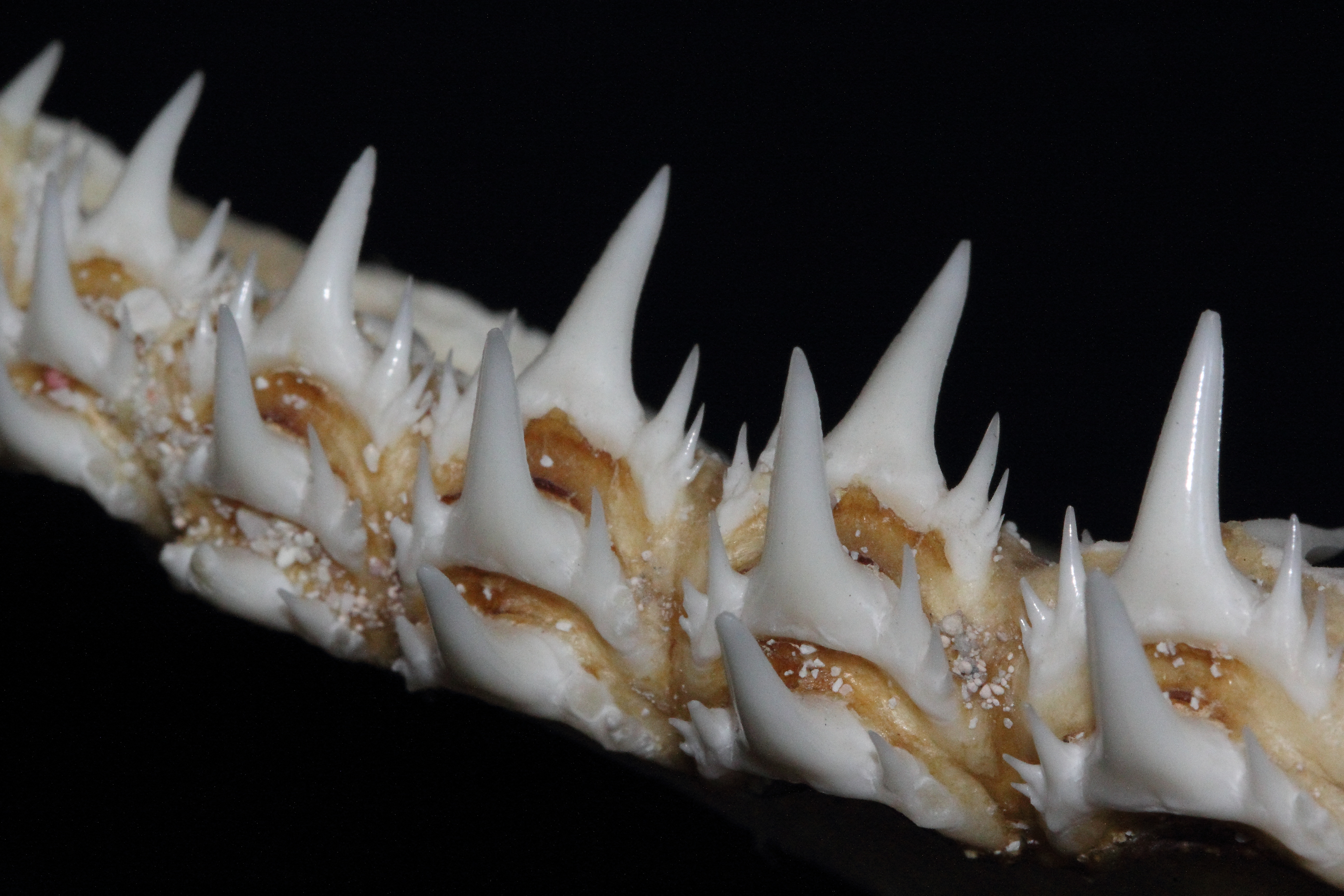
顎の側面

## 分布と生息域

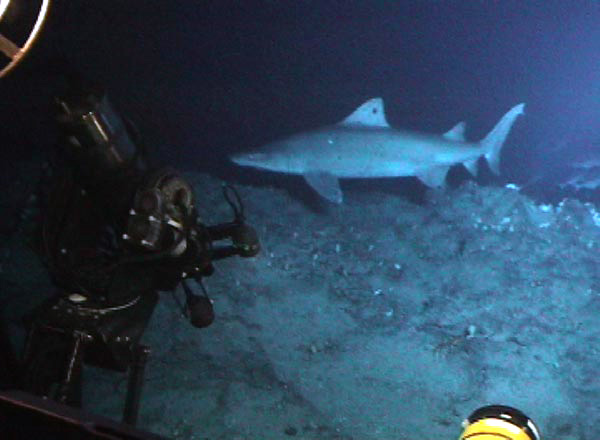
フロリダ州で撮影

世界中で散発的に捕獲されており、おそらく熱帯海域に分布している。東大西洋では、ビスケー湾からマディラ（モロッコ）まで、南スペインとポルトガル沿岸、地中海(ジブラルタルからシシリーやメッシーナ海峡とイタリアの海岸線に沿ったイオニア海、ギリシア沿岸、クレタ島、エーゲ海とトルコ沿岸)、アゾレス諸島、カナリア諸島を含む地域から知られている。2023年3月には、ハンプシャー州の海岸に死骸が打ち上げられたのちにソレント海峡でも発見され、翌月にはアイルランドのウェックスフォード州で4.3mの個体が発見された。西大西洋では、アメリカ合衆国のノースカロライナ州とフロリダ州、メキシコのユカタン半島、ブラジルのフェルナンド・デ・ノローニャ島沖で報告されている。西は南アフリカ、マダガスカル、タンザニアから、東はモルディブ、南西インド洋海嶺まで、インド洋全域に分布する。北太平洋では日本、ハワイ、カリフォルニア、コロンビア沖から知られ、南太平洋ではニューカレドニア、オーストラリア東部、ニュージーランドから知られている。ニュージーランドではプレンティ湾、ニュープリマス、ホークス・ベイの沖で見られ、ラウル島の近くでも撮影されている。マルタの南西海域などでは延縄で散発的に漁獲されていたり、日本では2000年1月28日相模湾江之浦の刺網に全長 3.48 m の個体がかかっている。
一般的に深海に生息し、水深880mからも捕獲されている。大陸棚やその上部の岩場の海底近く、海底の尾根や海山の周辺でよく見られる。岩礁やサンゴ礁の断崖近くや外洋の表層からも報告されている。地中海では水深250m未満に生息し、ダイバーが潜れる場所でも見られる。ココス島やフェルナンド・デ・ノローニャ島の砂地で泳いでいるのが目撃されている。水温6 - 20℃を好み、暑い場所では水温躍層よりも下の冷たい場所で見られる。 

## 生態

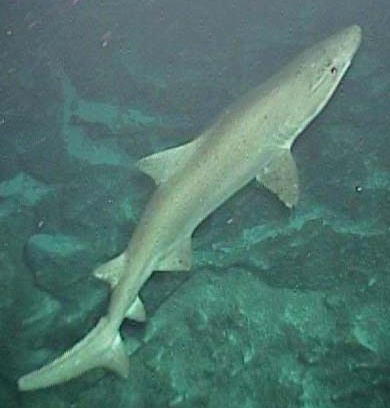
海山のオオワニザメ

単独または最大5尾の群れで生活し、遊泳力は高い。漁獲記録によると、オオワニザメは海底の尾根に沿って、または海山の間を飛び跳ねるように長距離を移動する。非常に大きく油分の多い肝臓があり、最小限の労力で浮力を維持することができる。レバノンのベイルート沖の「シャークポイント」と呼ばれる場所では、毎年夏にオオワニザメの小さな群れが水深30 - 45mの岩礁に現れる。同じ個体が毎年戻ってくることが記録されている。オオワニザメが集まる目的は不明だが、繁殖に関連していると推測されている。オオワニザメが脅威に直面すると、立ち止まって口を大きく開け、向きを変えて尾を振る。
成体のオオワニザメには捕食者は知られていないが、ダルマザメに噛まれることがある。寄生虫として多節条虫亜綱の Lithobothrium gracile が知られており、腸の螺旋弁に寄生する。カナリア諸島のフエルテベントゥラ島沖で発見された全長3.7 mの雌の死骸には、心臓、体腔、背筋の中に多数のコンゴウアナゴが含まれていた。この個体の死因は不明であった。

### 摂餌

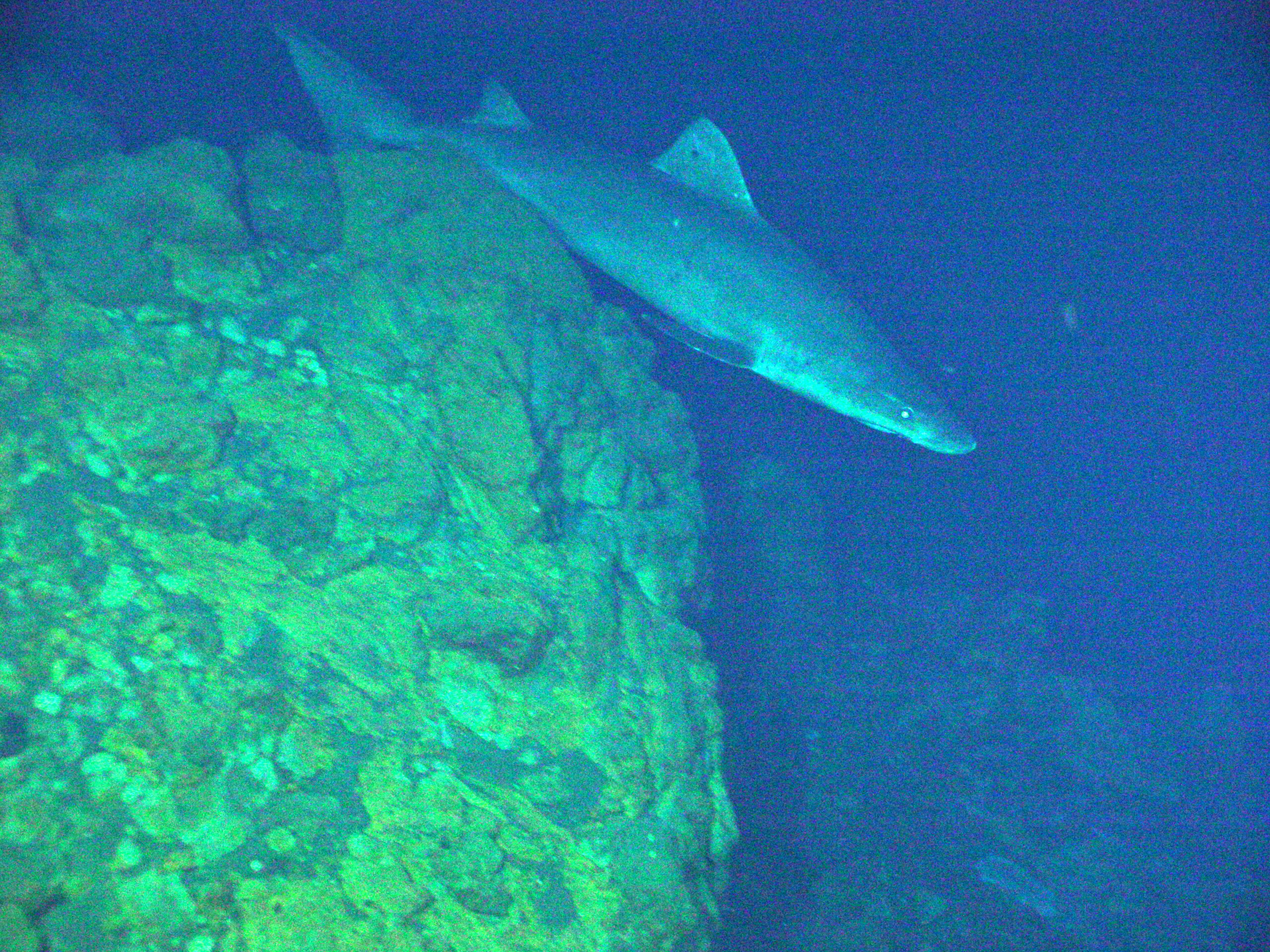
熱水噴出孔付近で観察された小型個体。小型個体は深海に多い

シロワニと比較すると、オオワニザメの歯列はそれほど頑丈ではなく、切断や粉砕に特化した歯を欠いているため、より小さな獲物を捕食するとされる。メバル属などの底魚、イカ、エビ、等脚類などの無脊椎動物、エイやギンザメなどの軟骨魚類を捕食する。オオワニザメが捕食した最大の獲物は、ニューカレドニアで全長2.9mの雄の胃の中から発見された、全長1.3mのヨロイザメである。

### 繁殖と成長
妊娠したオオワニザメはこれまで発見されていないが、他のサメと同様に卵胎生であると推定されている。Villaviencio-Garayzar (1996) は、カリフォルニア湾で見つかった全長3.6mの雌について記述しており、その右卵巣には「数百個の卵」があり、胎仔に卵食性があることを裏付けている。シロワニのように胎仔が共食いをするかどうかは不明である。出生時の全長は1.0 - 1.1mと推定されている。例外はいくつかあるが、幼魚は深海に生息し、水深200m以浅には成魚のみが生息している。ホホジロザメなどの表層に生息する大型捕食者を避けるための適応である可能性がある。雄は全長2.0 - 2.5m、雌は3.0 - 3.5mで性成熟する。一部の個体に見られる傷跡は求愛行動に関係している可能性がある。

## 人間との関係

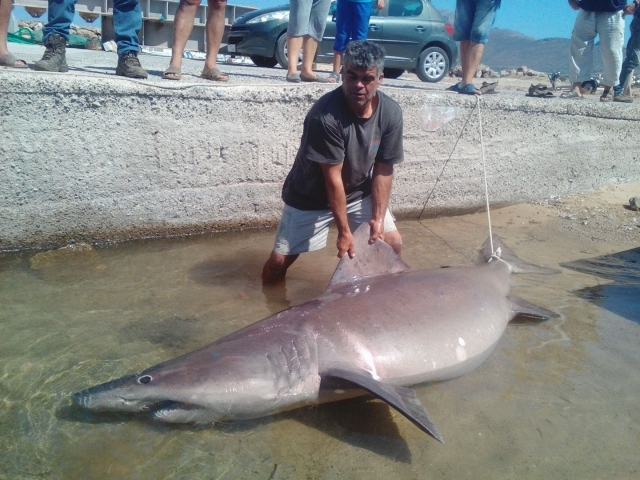
捕獲された個体

ダイバーの遭遇から、オオワニザメはその大きさにもかかわらずおとなしく、近づいても攻撃的な反応を示さないことがわかっている。刺し網や底引網、延縄で混獲され、漁獲のほとんどは地中海と日本沖である。捕獲されると通常は廃棄されるが、日本では肉と肝油が食用とされている。鰭、顎、軟骨も価値がある。
1970年代から始まった浅瀬でのオオワニザメの発見により、この種がこれまで考えられていたよりも人間の活動に対して脆弱であると判明し、保護懸念を引き起こした。現在、国際自然保護連合がこの種の世界的な保護状況を評価するにはデータが不十分である。 1970年代以降、ニューサウスウェールズ沖での漁獲量が50％以上減少したため、危急種と評価されている。2018年6月、ニュージーランド環境保全省はニュージーランドの絶滅危惧種分類システムに基づき、オオワニザメを「At Risk – Naturally Uncommon (危険な状態である - 自然では珍しい)」と分類し、海外では絶滅危惧とした。
オオワニザメを対象とした漁業はないと考えられているものの、深海漁業の拡大に伴う混獲による影響が懸念されている。2年ごとに2匹の稚魚を産むと考えられ、出産間隔が長く産仔数が少ないと考えられていることから生息数が減少すると回復することも困難だと考えられている。地中海の個体数も、生息地の劣化、乱獲、汚染、人間の妨害などにより減少していると考えられている。オオワニザメは1984年以来オーストラリア政府によって保護されている。これは、オーストラリア海域で激減していたシロワニの保護と同時に始まったもので、混同を防ぐためであった。しかし、これらの規制は施行が難しいことが判明している。
情報不足（DD）（環境省レッドリスト）。